# Biathlon ai XXII Giochi olimpici invernali - Staffetta 4x6 km femminile
La staffetta femminile di biathlon ai XXII Giochi olimpici invernali si disputò il 21 febbraio 2014, sul comprensorio sciistico Laura nella località di Krasnaja Poljana.
Campione olimpico uscente era il quartetto russo composto da Svetlana Slepcova, Anna Bogalij-Titovec, Ol'ga Medvedceva ed Ol'ga Zajceva che aveva conquistato l'oro nella precedente edizione di Vancouver 2010 sopravanzando nell'ordine la squadra francese formata da Marie-Laure Brunet, Sylvie Becaert, Marie Dorin e Sandrine Bailly, e quella tedesca costituita da Kati Wilhelm, Simone Hauswald, Martina Beck e Andrea Henkel; le norvegesi Hilde Fenne, Ann Kristin Flatland, Synnøve Solemdal e Tora Berger erano le detentrici del titolo iridato di Nové Město na Moravě 2013.
La nazionale ucraina costituita da Julija Džyma, Olena Pidhrušna, Valentyna Semerenko e Vita Semerenko vinse la medaglia d'oro, quella russa di Jana Romanova, Ekaterina Šumilova, Ol'ga Viluchina ed Ol'ga Zajceva quella d'argento e quella norvegese di Tora Berger, Tiril Eckhoff, Ann Kristin Flatland e Fanny Horn quella di bronzo.
Nei mesi di novembre e dicembre del 2017, nell'ambito delle inchieste sul doping di Stato in Russia, il Comitato Olimpico Internazionale accertò una violazione delle normative antidoping compiute da Jana Romanova, Ol'ga Viluchina e Ol'ga Zajceva in occasione delle Olimpiadi di Soči, annullando così i risultati ottenuti dalle tre sciatrici. Tutte e tre presentarono ricorso contro tale decisione, il 24 settembre 2020 il Tribunale Arbitrale dello Sport si pronunciò definitivamente sulla squalifica inflitta dal CIO, annullando le sanzioni a Romanova e Viluchina, ma confermando quella imposta a Zajceva; conseguentemente il risultato raggiunto dalla squadra russa nella staffetta venne revocato.
Il 19 maggio 2022 il comitato esecutivo del CIO aggiornò dunque il risultato della gara, riassegnando così la medaglia d'argento al quartetto norvegese e conferendo quella di bronzo alla nazionale della Repubblica Ceca composta da Eva Puskarčíková, Gabriela Soukalová, Jitka Landová e Veronika Vítková.

## Classifica di gara
| Pos. | N° | Nazione                                                                           | Tempo                                     | Errori (P+S)                             | Distacco |
| ---- | -- | --------------------------------------------------------------------------------- | ----------------------------------------- | ---------------------------------------- | -------- |
|      | 2  | Ucraina Vita Semerenko Julija Džyma Valentyna Semerenko Olena Pidhrušna           | 1h10'02"5 16'56"4 17'16"3 17'40"9 18'08"9 | 0+1 0+4 0+0 0+1 0+0 0+0 0+0 0+3 0+1 0+0  | —        |
|      | 4  | Norvegia Fanny Horn Tiril Eckhoff Ann Kristin Aafeldt Flatland Tora Berger        | 1h10'40"1 17'40"5 16'57"9 17'43"6 18'18"1 | 0+1 0+4 0+1 0+2 0+0 0+1 0+0 0+0 0+0 0+1  | +37"6    |
|      | 10 | Rep. Ceca Eva Puskarčíková Gabriela Soukalová Jitka Landová Veronika Vítková      | 1h11'25"7 17'54"2 16'30"6 18'42"4 18'18"5 | 0+7 0+7 0+2 0+2 0+0 0+2 0+3 0+2 0+2 0+1  | +1'23"2  |
| 4    | 6  | Bielorussia Ljudmila Kalinčyk Nadzeja Skardzina Nadzeja Pisarava Dar″ja Domračava | 1h11'33"4 18'39"0 17'38"3 18'02"1 17'14"0 | 0+4 1+4 0+2 1+3 0+0 0+1 0+2 0+0 0+0 0+0  | +1'30"9  |
| 5    | 8  | Italia Dorothea Wierer Nicole Gontier Michela Ponza Karin Oberhofer               | 1h11'43"3 16'49"7 18'46"0 18'06"5 18'01"1 | 1+5 0+4 0+2 0+1 1+3 0+3 0+0 0+0          | +1'40"8  |
| 6    | 14 | Stati Uniti Susan Dunklee Hannah Dreissigacker Sara Studebaker Annelies Cook      | 1h12'14"2 17'02"6 18'08"3 17'55"6 19'07"7 | 0+7 0+6 0+2 0+1 0+3 0+3 0+0 0+0 0+2 0+2  | +2'11"7  |
| 7    | 7  | Canada Rosanna Crawford Megan Imrie Megan Heinicke Zina Kocher                    | 1h12'21"5 17'20"7 17'41"7 17'38"1 19'41"0 | 0+6 2+6 0+2 0+1 0+2 0+2 0+0 0+0 0+2 2+3  | +2'19"0  |
| 8    | 12 | Svizzera Selina Gasparin Elisa Gasparin Aita Gasparin Irene Cadurisch             | 1h12'34"3 17'17"6 17'55"8 17'56"1 19'24"8 | 0+6 0+3 0+3 0+1 0+0 0+1 0+3 0+0          | +2'31"8  |
| 9    | 11 | Polonia Krystyna Pałka Magdalena Gwizdoń Weronika Nowakowska Monika Hojnisz       | 1h12'34"4 19'39"0 17'06"8 17'21"7 18'26"9 | 4+5 0+3 4+3 0+1 0+0 0+1 0+2 0+0 0+0 0+1  | +2'31"9  |
| 10   | 1  | Germania Franziska Preuß Andrea Henkel Franziska Hildebrand Laura Dahlmeier       | 1h13'44"2 19'46"7 17'25"1 17'59"4 18'33"0 | 0+5 0+1 0+3 0+1 0+1 0+0 0+0 0+0          | +3'41"7  |
| 11   | 13 | Kazakistan Galïna Vïşnevskaya Elena Chrustalëva Darya Wsanova Marïna Lebedeva     | 1h15'54"7 17'36"6 18'35"5 18'17"4 21'25"2 | 0+5 0+8 0+0 0+2 0+2 0+2 0+0 0+2 0+3 0+2  | +5'52"2  |
| 12   | 17 | Giappone Fuyuko Tachizaki Yuki Nakajima Miki Kobayashi Rina Suzuki                | a 1 giro 17'33"2 18'47"0 19'23"3 a 1 giro | 0+6 0+5 0+0 0+1 0+2 0+2 0+1 0+1 0+3 0+1  |          |
| 13   | 9  | Slovacchia Jana Gereková Paulína Fialková Terézia Poliaková Martina Chrapánová    | a 1 giro 17'51"3 18'57"7 19'48"0 a 1 giro | 4+11 1+8 0+2 1+3 1+3 0+2 3+3 0+0 0+3 0+3 |          |
| 14   | 16 | Cina Song Chaoqing Zhang Yan Tang Jialin Song Na                                  | a 1 giro 18'40"2 18'41"1 18'40"0 a 1 giro | 0+6 0+5 0+1 0+2 0+2 0+0 0+0 0+1 0+3 0+2  |          |
| 15   | 15 | Estonia Kadri Lehtla Grete Gaim Daria Jurlova Johanna Talihärm                    | a 1 giro 18'03"8 19'14"8 19'58"1 a 1 giro | 0+5 1+8 0+2 0+1 0+1 0+1 0+2 1+3 0+0 0+3  |          |
| -    | 5  | Francia Marie-Laure Brunet Marie Dorin Anaïs Chevalier Anaïs Bescond              | DNF                                       |                                          |          |
| DSQ  | 3  | Russia Jana Romanova Ol'ga Zajceva Ekaterina Šumilova Ol'ga Viluchina             | 1h10'28"9 16'56"3 17'43"2 17'43"3 18'06"1 | 0+1 0+3 0+0 0+1 0+1 0+1 0+0 0+0 0+0 0+1  | +26"4    |

Data: Venerdì 21 febbraio 2014 

Ora locale: 18:30 

Pista: Laura 

Legenda:
- DNS = non partiti (did not start)
- DNF = prova non completata (did not finish)
- DSQ = squalificati (disqualified)
- Pos. = posizione
- P = a terra
- S = in piedi